# Гексагідрит
Гексагідрит (рос. гексагидрит; англ. hexahydrite; нім. Hexahydrit m) — водний сульфат магнію острівної будови.

## Загальний опис
Хімічна формула: Mg[SO4]6H2O.
Склад у %: MgO — 17,64; SO3 — 35,04; Н2О — 47,32.
Сингонія моноклінна.
Призматичний вид.
Кристали грубостовпчасті до тонковолокнистих, рідше — звичайностовпчасті.
Густина 1,757.
Твердість 2.
Колір білий, інколи з світло-зеленим відтінком.
Блиск перламутровий.
Злом раковистий. На смак гіркий, солонуватий. Звичайно непрозорий.
Поширений мінерал магнезіально-сульфатних солоних озер, де він утворюється при температурі 48-690С.